# Zelotes nilgirinus
Zelotes nilgirinus este o specie de păianjeni din genul Zelotes, familia Gnaphosidae, descrisă de Reimoser, 1934. Conform Catalogue of Life specia Zelotes nilgirinus nu are subspecii cunoscute.